# Льонд-Кольонія
Льонд-Кольонія (пол. Ląd-Kolonia) — село в Польщі, у гміні Льондек Слупецького повіту Великопольського воєводства.
Населення — 143 особи (2011).
У 1975-1998 роках село належало до Конінського воєводства.

## Демографія
Демографічна структура станом на 31 березня 2011 року:
|          | Загалом | Допрацездатний вік | Працездатний вік | Постпрацездатний вік |
| -------- | ------- | ------------------ | ---------------- | -------------------- |
| Чоловіки | 81      | 18                 | 53               | 10                   |
| Жінки    | 62      | 11                 | 37               | 14                   |
| Разом    | 143     | 29                 | 90               | 24                   |